# アファ・アノアイ・ジュニア
アファ・アノアイ・ジュニア（Afa Anoaʻi, Jr.、1984年10月6日 - ）は、アメリカ合衆国のプロレスラー。ペンシルベニア州アレンタウン出身。WWEではレガシーの一員としてマヌー（Manu）のリングネームで活動し、現在はアファ・ジュニア（Afa,Jr.）のリングネームでインディー団体で活動している。
父はアファ・アノアイ。兄弟にサムことサムラ・アノアイと、LAスムーズことロイド・アノアイの二人の兄がいる。

## 来歴
父親のアファ・アノアイと兄のサムラ・アノアイとロイド・アノアイの元でトレーニングを開始し、1998年8月に13歳でプロレスラーデビューしている。ペンシルバニア州リーハイバレーのフリーダム高校に通学し、卒業している。この頃は父親のアファのワールド・エクストリーム・レスリング（World Xtreme Wrestling）でサムラやロイドとソンズ・オブ・サモア（Sons of Samoa）なるユニットを結成して活動し、各インディー団体の様々な王座を獲得している。
2006年10月にWWEの下部組織であるDSWで行われたトライアウトに参加し、翌月にWWEと契約を交わし入団。父親の名前からあやかったアファ（Afa）のリングネームでDSWで活動を開始。ソニー・シアキと組んでサモアン・ファイト・クラブ（The Samon Fight Club）なるタッグチームを名乗るようになる。WWEがDSWとの提携を解消した事によりFCWへ移籍。シアキと共に移動してサモアン・ファイト・クラブとして活動を継続していたが、2007年9月中旬にシアキが家族の問題でリリースされるとOVWで従兄弟のマット・アノアイとのタッグで活動するようになる。同月にハリー・スミスを破り、FCWフロリダヘビー級王座を獲得している。
2007年11月に前座番組のHEATでマイ・タイ・アノアイ（Mai Tai Anoaʻi）のリングネームでWWEデビュー。2008年3月にウェルネス違反により30日の謹慎後、9月のPPVであるUnforgiven 2008でリングネームをマヌー（Manu）に改め、WWEタッグ王座を賭けた試合に乱入してクライム・タイム（JTG & シャド）を襲撃し、プライスレス（コーディ・ローデス & テッド・デビアス）を援護して再デビュー。その後コーディやデビアスと共に行動をするようになり、CMパンクやコフィ・キングストンを襲撃したり、クライム・タイムと対戦したりするようになった。シングルではバティスタと対戦している。また、プライスレスと敵対関係にあったランディ・オートンの試合に乱入するようになり、11月上旬にデビアスがパントキックを食らい欠場するとさらに関係が悪化したが、Survivor Series 2008でコーディとオートンが組んだことをきっかけに翌週にコーディと共に合体を呼びかけ、3人でレガシー（The Legacy）を結成。
同年12月になるとジミー・スヌーカの息子であるシム・スヌーカが加入して4人体制になるもオートンはユニット残留テストとして当時のECW王座保持者のマット・ハーディと対戦するが敗北してしまい、レガシーから追放されてしまう。2009年に入るとマヌとシムはオートンとコーディに報復するために欠場していたデビアスを説得してオートンを襲撃するがデビアスが裏切ったために返り討ちにあっている。そのままシムと共にフェードアウトしていき2月に解雇されている（解雇の理由はバックステージの度重なる素行不良が原因）。
4月にWXWに復帰し、サム（サムラ・アノアイ）とタッグを組み活動。2010年後半にはベルギアン・キャッチレスリング・フェデレーション（Belgian Catch Wrestling Federation）やNWAダッグ・パウンドにも。2013年2月にはWWCにて兄のLAスムーズとのタッグでWWC世界タッグチーム王座を獲得している。

## 得意技
- フロッグ・スプラッシュ

フィニッシャー
- ピープルズ・ヘッドバット

ダイビング・ヘッドバット。フィニッシャーとして使用する事がある。
- ライト・アウト

WWE所属時のフィニッシャー。バック・ドロップで持ち上げた相手へのネックブリーカー
- サモアン・ストーム

FCW所属時のフィニッシャー。ファイヤーマンズキャリーの体勢から相手の脚をフックしながら前方へ落とす変形フェイスバスター
- ストーミネーター

WXW所属時のフィニッシャー。サイド・スラム
- マヌーサルト

ムーンサルトプレス
- サモアン・サンダー

旋回式パワーボム
- ベリー・トゥ・バック
- ヘッドバット・ドロップ
- サモアン・ドロップ

## 獲得タイトル
BWS（Belgian Wrestling School）
- BSWヘビー級王座 ： 1回

DPW（Defiant Pro Wrestling）
- DPWヘビー級王座 ： 1回

FCW（Florida Championship Wrestling）
- FCW南部ヘビー級王座 ： 1回

ISPW（Independent Superstars of Professional Wrestling）
- ISPWライトヘビー級王座 ： 1回

JCW（Jersey Championship Wrestling）
- JCW TV王座 ： 1回

WWC（World Wrestling Council）
- WWC世界タッグチーム王座 ： 1回（w / LAスムーズ）

WXW（World Xtreme Wrestling）
- WXWクルーザー級王座 ： 2回
- WXWハードコア王座 ： 3回
- WXWヘビー級王座 ： 1回
- WXWタッグチーム王座 ： 1回（w / ルシファー・グリム）
- WXW TV王座 ： 1回

## その他
- プロレス界を代表するレスリング・ファミリーであるアノアイ・ファミリーの一員。